# Jemima Sumgong
Jemima Sumgong, född 21 december 1984, är en kenyansk friidrottare.
Sumgong blev olympisk guldmedaljör i maraton vid sommarspelen 2016 i Rio de Janeiro.